# Kristoffer Lepsøe
Kristoffer Lepsøe (født 15. marts 1922, død 26. marts 2006) var en norsk roer fra Bergen, der roede for Fana Roklubb.
Lepsøe vandt bronze i otter ved OL 1948 i London, sammen med Thorstein Kråkenes, Hans Hansen, Halfdan Gran Olsen, Harald Kråkenes, Leif Næss, Thor Pedersen, Carl Monssen og styrmand Sigurd Monssen.
Efter OL i 1948 skiftede han til firer uden styrmand, og i denne båd vandt han en bronzemedalje i EM 1949 i Amsterdam.
Han stillede også op i firer uden styrmand ved OL 1952 i Helsinki, hvor nordmændene (der ud over Lepsøe bestod af brødrene Harald, Thorstein og Sverre Kråkenes) blev nummer to i indledende heat og i semifinalen. I semifinaleopsamlingsheatet blev de nummer tre og kvalificerede sig dermed ikke til finalen.

## OL-medaljer
- 1948:  Bronze i otter